# Hengfeng (socken i Kina, Sichuan)
Hengfeng (kinesiska: 恒丰乡, 恒丰) är en socken i Kina. Den ligger i provinsen Sichuan, i den sydvästra delen av landet, omkring 270 kilometer söder om provinshuvudstaden Chengdu. Antalet invånare är 9 426. Befolkningen består av 4 529 kvinnor och 4 897 män. Barn under 15 år utgör 20,0 %, vuxna 15-64 år 67 %, och äldre över 65 år 12,0 %.
Genomsnittlig årsnederbörd är 1 362 millimeter. Den regnigaste månaden är augusti, med i genomsnitt 270 mm nederbörd, och den torraste är december, med 21 mm nederbörd.